# Serie A 2018-2019 (calcio a 5 femminile)
La Serie A 2018-2019 è l'8º campionato di Serie A e la 26ª manifestazione nazionale che assegna il titolo di campione d'Italia. La stagione inizia il 7 ottobre 2018 e si conclude il 1º maggio 2019. A parità di punteggio fra due o più squadre, la graduatoria finale è determinata in base alla classifica avulsa (stesso parametro valevole anche al termine del girone d'andata, per definire le dodici formazioni qualificate alla Coppa Italia). I criteri imposti sono: punti ottenuti negli scontri diretti, differenza reti negli scontri diretti, differenza reti generale, reti realizzate in generale, sorteggio. Rimasta immutata la formula dei play-off (le prime otto classificate accedono direttamente agli spareggi-scudetto) cambia il numero di retrocessioni: scenderanno in Serie A2 cinque squadre, Le modalità e le procedure per l’individuazione di dette squadre formeranno oggetto di apposito Comunicato Ufficiale di successiva pubblicazione. Per questa stagione il pallone ufficiale del campionato è il Vertigo fornito da AGLA, sponsor tecnico della Divisione Calcio a 5. Nelle gare del campionato di Serie A, comprese le gare dei play-off e play-out, è fatto obbligo alle società di impiegare almeno sei calciatrici formate in Italia cioè tesserate per la FIGC prima del compimento del diciottesimo anno di età. Nelle stesse gare è inoltre fatto obbligo di impiegare almeno giocatrici che abbiano compiuto anagraficamente il 14º anno di età

## Stagione
Il Consiglio Direttivo della Divisione Calcio a Cinque, preso atto delle domande di iscrizione di 14 società aventi diritto e delle rinunce di Pescara e AZ Gold, ha provveduto al ripescaggio delle società Falconara e Napoli e definito l’organico per la stagione sportiva in 16 società..

## Squadre partecipanti
| Club               | Città                | Palazzetto                                   | Stagione 2017-18                                |
| ------------------ | -------------------- | -------------------------------------------- | ----------------------------------------------- |
| Bisceglie          | Bisceglie            | PalaDolmen                                   | 2º nel girone B di Serie A2, vincitore play-off |
| Breganze           | Breganze             | Palasport (Sarcedo)                          | 9º in Serie A                                   |
| Cagliari           | Selargius            | PalaConi (Cagliari)                          | 6º in Serie A, quarti di finale play-off        |
| Falconara          | Falconara Marittima  | Palasport Badiali                            | 11º in Serie A, ripescata                       |
| Flaminia           | Fano                 | Circolo Tennis Fano                          | 1º nel girone A di Serie A2                     |
| Florentia          | Campi Bisenzio       | PalaIsolotto (Firenze)                       | 1º nel girone C di Serie A2                     |
| Kick Off           | San Donato Milanese  | Palazzetto dello Sport (San Donato Milanese) | 4º in Serie A, finale play-off                  |
| Lazio              | Roma                 | PalaGems                                     | 8º in Serie A, quarti di finale play-off        |
| Montesilvano       | Montesilvano         | Palasport Santa Filomena (Chieti)            | 2º in Serie A, quarti di finale play-off        |
| Napoli             | Marigliano           | Scuola Media Statale "Elia Aliperti"         | 2º nel girone D di Serie A2, ripescata          |
| Olimpus            | Roma                 | PalaOlgiata                                  | 1º in Serie A, semifinale play-off              |
| Real Grisignano    | Grisignano di Zocco  | Palasport                                    | 13º in Serie A                                  |
| Real Statte        | Statte               | Palazzetto dello Sport (Montemesola)         | 7º in Serie A, semifinale play-off              |
| Royal Team Lamezia | Vibo Valentia        | PalaPace                                     | 1º nel girone D di Serie A2                     |
| Salinis            | Margherita di Savoia | PalaDisfida (Barletta)                       | 10º in Serie A                                  |
| Ternana            | Terni                | Palazzetto dello Sport                       | Campione d'Italia                               |

## Stagione regolare

### Classifica[3]
|  | Pos. | Squadra            | Pt | G  | V  | N | P  | GF  | GS  | DR   |
|  | ---- | ------------------ | -- | -- | -- | - | -- | --- | --- | ---- |
|  | 1.   | Salinis            | 75 | 30 | 24 | 3 | 3  | 140 | 40  | +100 |
|  | 2.   | Kick Off           | 73 | 30 | 23 | 4 | 3  | 168 | 72  | +96  |
|  | 3.   | Montesilvano       | 70 | 30 | 21 | 7 | 2  | 145 | 49  | +96  |
|  | 4.   | Ternana            | 62 | 30 | 19 | 5 | 6  | 144 | 81  | +63  |
|  | 5.   | Florentia          | 61 | 30 | 19 | 4 | 7  | 155 | 94  | +61  |
|  | 6.   | Real Statte        | 56 | 30 | 17 | 5 | 8  | 91  | 67  | +24  |
|  | 7.   | Falconara          | 46 | 30 | 15 | 2 | 13 | 82  | 74  | +8   |
|  | 8.   | Breganze           | 45 | 30 | 14 | 3 | 13 | 85  | 77  | +8   |
|  | 9.   | Lazio              | 43 | 30 | 13 | 4 | 13 | 111 | 117 | -6   |
|  | 10.  | Cagliari           | 40 | 30 | 11 | 7 | 12 | 76  | 95  | -19  |
|  | 11.  | Bisceglie          | 37 | 30 | 11 | 4 | 15 | 83  | 76  | +7   |
|  | 12.  | Real Grisignano    | 35 | 30 | 11 | 2 | 17 | 113 | 129 | -16  |
|  | 13.  | Olimpus            | 23 | 30 | 7  | 2 | 21 | 80  | 124 | -44  |
|  | 14.  | Royal Team Lamezia | 17 | 30 | 5  | 2 | 23 | 41  | 147 | -106 |
|  | 15.  | Flaminia           | 6  | 30 | 1  | 3 | 26 | 42  | 159 | -117 |
|  | 16.  | Napoli             | 1  | 30 | 0  | 1 | 29 | 35  | 190 | -155 |

### Verdetti[4]
- Salinis campione d'Italia 2018-2019.
- Napoli, Flaminia, Royal Team Lamezia e Olimpus retrocessi in Serie A2 2019-2020.

### Calendario e risultati
| andata  | andata | 1ª giornata               | ritorno (16ª) | ritorno (16ª) |
|         |        |                           |               |               |
| 6 ott.  | 3-0    | Salinis-Cagliari          | 5-3           | 20 gen.       |
| 7 ott.  | 5-1    | Breganze-Flaminia         | 5-1           | 20 gen.       |
| 7 ott.  | 1-4    | Kick Off-Montesilvano     | 1-1           | 20 gen.       |
| 7 ott.  | 2-2    | Lazio-Ternana             | 9-7           | 20 gen.       |
| 7 ott.  | 0-5    | Napoli-Bisceglie          | 0-10          | 20 gen.       |
| 7 ott.  | 1-4    | Real Grisignano-Falconara | 2-4           | 20 gen.       |
| 7 ott.  | 6-2    | Real Statte-Florentia     | 4-4           | 20 gen.       |
| 14 nov. | 3-0    | Olimpus-Lamezia           | 2-2           | 20 gen.       |

| andata  | andata | 2ª giornata             | ritorno (17ª) | ritorno (17ª) |
|         |        |                         |               |               |
| 14 ott. | 5-1    | Bisceglie-Olimpus       | 2-5           | 27 gen.       |
| 14 ott. | 0-2    | Falconara-Breganze      | 3-2           | 27 gen.       |
| 14 ott. | 1-2    | Flaminia-Real Statte    | 0-4           | 27 gen.       |
| 14 ott. | 7-0    | Florentia-Napoli        | 5-0           | 27 gen.       |
| 14 ott. | 0-5    | Lamezia-Kick Off        | 1-12          | 27 gen.       |
| 14 ott. | 1-1    | Montesilvano-Salinis    | 2-1           | 27 gen.       |
| 14 ott. | 3-0    | Ternana-Real Grisignano | 8-2           | 27 gen.       |
| 15 ott. | 3-2    | Cagliari-Lazio          | 2-2           | 27 gen.       |

| andata  | andata | 3ª giornata              | ritorno (18ª) | ritorno (18ª) |
|         |        |                          |               |               |
| 20 ott. | 4-0    | Kick Off-Cagliari        | 8-2           | 3 feb.        |
| 20 ott. | 0-5    | Napoli-Lamezia           | 0-4           | 3 feb.        |
| 20 ott. | 2-6    | Olimpus-Montesilvano     | 1-4           | 3 feb.        |
| 20 ott. | 6-0    | Real Grisignano-Flaminia | 5-4           | 3 feb.        |
| 20 ott. | 4-0    | Real Statte-Bisceglie    | 1-5           | 3 feb.        |
| 20 ott. | 4-1    | Salinis-Lazio            | 9-0           | 3 feb.        |
| 20 ott. | 3-2    | Ternana-Falconara        | 0-6           | 3 feb.        |
| 21 ott. | 2-4    | Breganze-Florentia       | 1-3           | 3 feb.        |

| andata  | andata | 4ª giornata               | ritorno (19ª) | ritorno (19ª) |
|         |        |                           |               |               |
| 27 ott. | 0-6    | Lamezia-Breganze          | 1-4           | 10 feb.       |
| 28 ott. | 3-3    | Bisceglie-Real Grisignano | 4-2           | 10 feb.       |
| 28 ott. | 4-1    | Cagliari-Napoli           | 4-2           | 10 feb.       |
| 28 ott. | 1-7    | Flaminia-Ternana          | 0-12          | 10 feb.       |
| 28 ott. | 7-2    | Florentia-Falconara       | 4-2           | 10 feb.       |
| 28 ott. | 4-3    | Lazio-Olimpus             | 6-2           | 10 feb.       |
| 28 ott. | 2-3    | Montesilvano-Real Statte  | 1-1           | 10 feb.       |
| 28 ott. | 3-3    | Salinis-Kick Off          | 7-1           | 10 feb.       |

| andata  | andata | 5ª giornata               | ritorno (20ª) | ritorno (20ª) |
|         |        |                           |               |               |
| 1° nov. | 2-3    | Olimpus-Cagliari          | 3-5           | 24 feb.       |
| 1° nov. | 6-2    | Kick Off-Lazio            | 9-3           | 24 feb.       |
| 1° nov. | 7-6    | Real Grisignano-Florentia | 5-7           | 24 feb.       |
| 1° nov. | 3-0    | Breganze-Bisceglie        | 3-2           | 24 feb.       |
| 1° nov. | 3-0    | Real Statte-Lamezia       | 3-0           | 24 feb.       |
| 1° nov. | 3-2    | Ternana-Salinis           | 1-3           | 24 feb.       |
| 1° nov. | 3-10   | Napoli-Montesilvano       | 0-6           | 24 feb.       |
| 1° nov. | 4-0    | Falconara-Flaminia        | 6-1           | 24 feb.       |

| andata | andata | 6ª giornata                  | ritorno (21ª) | ritorno (21ª) |
|        |        |                              |               |               |
| 4 nov. | 0-0    | Cagliari-Breganze            | 2-2           | 3 mar.        |
| 4 nov. | 4-0    | Montesilvano-Real Grisignano | 6-2           | 3 mar.        |
| 4 nov. | 6-2    | Kick Off-Olimpus             | 7-4           | 3 mar.        |
| 4 nov. | 1-5    | Lamezia-Falconara            | 0-3           | 3 mar.        |
| 4 nov. | 3-0    | Lazio-Real Statte            | 5-5           | 3 mar.        |
| 4 nov. | 4-1    | Bisceglie-Flaminia           | 6-2           | 3 mar.        |
| 4 nov. | 8-2    | Florentia-Ternana            | 5-7           | 3 mar.        |
| 4 nov. | 4-0    | Salinis-Napoli               | 8-0           | 3 mar.        |

| andata  | andata | 7ª giornata             | ritorno (22ª) | ritorno (22ª) |
|         |        |                         |               |               |
| 11 nov. | 4-1    | Breganze-Montesilvano   | 1-5           | 10 mar.       |
| 11 nov. | 3-0    | Real Statte-Cagliari    | 2-3           | 10 mar.       |
| 11 nov. | 6-1    | Real Grisignano-Lamezia | 7-1           | 10 mar.       |
| 11 nov. | 3-5    | Olimpus-Salinis         | 1-2           | 10 mar.       |
| 11 nov. | 3-8    | Ternana-Kick Off        | 5-5           | 10 mar.       |
| 11 nov. | 2-3    | Falconara-Bisceglie     | 1-0           | 10 mar.       |
| 11 nov. | 2-6    | Flaminia-Florentia      | 1-9           | 10 mar.       |
| 11 nov. | 3-6    | Napoli-Lazio            | 1-7           | 10 mar.       |

| andata  | andata | 8ª giornata           | ritorno (23ª) | ritorno (23ª) |
|         |        |                       |               |               |
| 18 nov. | 1-5    | Lamezia-Florentia     | 2-7           | 17 mar.       |
| 18 nov. | 6-0    | Montesilvano-Flaminia | 9-3           | 17 mar.       |
| 18 nov. | 3-2    | Cagliari-Falconara    | 0-3           | 17 mar.       |
| 18 nov. | 8-4    | Kick Off-Real Statte  | 6-1           | 17 mar.       |
| 18 nov. | 2-3    | Lazio-Real Grisignano | 9-4           | 17 mar.       |
| 18 nov. | 3-2    | Olimpus-Napoli        | 7-3           | 17 mar.       |
| 18 nov. | 6-0    | Salinis-Breganze      | 2-0           | 17 mar.       |
| 18 nov. | 4-1    | Bisceglie-Ternana     | 1-4           | 17 mar.       |

| andata  | andata | 9ª giornata              | ritorno (24ª) | ritorno (24ª) |
|         |        |                          |               |               |
| 25 nov. | 2-3    | Flaminia-Lamezia         | 1-2           | 31 mar.       |
| 25 nov. | 7-4    | Real Grisignano-Cagliari | 3-4           | 31 mar.       |
| 25 nov. | 1-8    | Falconara-Montesilvano   | 3-3           | 31 mar.       |
| 25 nov. | 1-2    | Breganze-Lazio           | 1-6           | 31 mar.       |
| 25 nov. | 4-2    | Florentia-Bisceglie      | 3-1           | 31 mar.       |
| 25 nov. | 5-3    | Real Statte-Salinis      | 2-6           | 31 mar.       |
| 25 nov. | 7-2    | Ternana-Olimpus          | 6-3           | 31 mar.       |
| 25 nov. | 0-5    | Napoli-Kick Off          | 0-6           | 31 mar.       |

| andata  | andata | 10ª giornata             | ritorno (25ª) | ritorno (25ª) |
|         |        |                          |               |               |
| 1° dic. | 6-1    | Montesilvano-Bisceglie   | 4-1           | 7 apr.        |
| 1° dic. | 0-7    | Cagliari-Florentia       | 5-5           | 7 apr.        |
| 1° dic. | 6-4    | Kick Off-Real Grisignano | 12-3          | 7 apr.        |
| 1° dic. | 9-0    | Lazio-Flaminia           | 1-0           | 7 apr.        |
| 1° dic. | 4-1    | Olimpus-Breganze         | 2-6           | 7 apr.        |
| 1° dic. | 1-4    | Napoli-Real Statte       | 2-6           | 7 apr.        |
| 1° dic. | 0-4    | Lamezia-Ternana          | 0-11          | 7 apr.        |
| 1° dic. | 2-0    | Salinis-Falconara        | 4-0           | 7 apr.        |

| andata  | andata | 11ª giornata              | ritorno (26ª) | ritorno (26ª) |
|         |        |                           |               |               |
| 16 dic. | 1 - 1  | Flaminia - Cagliari       | 3 - 7         | 14 apr.       |
| 16 dic. | 0 - 8  | Real Grisignano - Salinis | 1 - 4         | 14 apr.       |
| 16 dic. | 1 - 1  | Bisceglie - Lamezia       | 4 - 0         | 14 apr.       |
| 16 dic. | 4 - 2  | Falconara - Lazio         | 4 - 2         | 14 apr.       |
| 16 dic. | 5 - 8  | Breganze - Kick Off       | 2 - 1         | 14 apr.       |
| 16 dic. | 3 - 8  | Florentia - Montesilvano  | 1 - 2         | 14 apr.       |
| 16 dic. | 5 - 1  | Real Statte - Olimpus     | 1 - 0         | 14 apr.       |
| 16 dic. | 10 - 2 | Ternana - Napoli          | 9 - 1         | 14 apr.       |

| andata  | andata | 12ª giornata             | ritorno (27ª) | ritorno (27ª) |
|         |        |                          |               |               |
| 23 dic. | 3 - 2  | Cagliari - Lamezia       | 3 - 1         | 20 apr.       |
| 23 dic. | 3 - 3  | Montesilvano - Ternana   | 2 - 2         | 20 apr.       |
| 23 dic. | 2 - 12 | Napoli - Real Grisignano | 1 - 7         | 20 apr.       |
| 23 dic. | 8 - 1  | Kick Off - Flaminia      | 5 - 1         | 20 apr.       |
| 23 dic. | 5 - 2  | Olimpus - Falconara      | 2 - 3         | 20 apr.       |
| 23 dic. | 4 - 1  | Real Statte - Breganze   | 1 - 2         | 20 apr.       |
| 23 dic. | 3 - 3  | Salinis - Florentia      | 6 - 3         | 20 apr.       |
| 23 dic. | 2 - 1  | Lazio - Bisceglie        | 1 - 1         | 20 apr.       |

| andata  | andata | 13ª giornata              | ritorno (28ª) | ritorno (28ª) |
|         |        |                           |               |               |
| 30 dic. | 3 - 2  | Bisceglie - Cagliari      | 3 - 3         | 25 apr.       |
| 30 dic. | 2 - 9  | Lamezia - Montesilvano    | 0 - 11        | 25 apr.       |
| 30 dic. | 6 - 3  | Real Grisignano - Olimpus | 6 - 2         | 25 apr.       |
| 30 dic. | 2 - 2  | Ternana - Real Statte     | 2 - 1         | 25 apr.       |
| 30 dic. | 2 - 4  | Falconara - Kick Off      | 1 - 6         | 25 apr.       |
| 30 dic. | 0 - 7  | Flaminia - Salinis        | 0 - 7         | 25 apr.       |
| 30 dic. | 8 - 0  | Breganze - Napoli         | 8 - 3         | 25 apr.       |
| 30 dic. | 10 - 3 | Florentia - Lazio         | 9 - 8         | 25 apr.       |

| andata | andata | 14ª giornata               | ritorno (29ª) | ritorno (29ª) |
|        |        |                            |               |               |
| 6 gen. | 1 - 5  | Lazio - Montesilvano       | 2 - 10        | 28 apr.       |
| 6 gen. | 5 - 3  | Kick Off - Bisceglie       | 5 - 4         | 28 apr.       |
| 6 gen. | 1 - 4  | Olimpus - Florentia        | 4 - 10        | 28 apr.       |
| 6 gen. | 4 - 4  | Breganze - Real Grisignano | 4 - 1         | 28 apr.       |
| 6 gen. | 3 - 1  | Real Statte - Falconara    | 2 - 2         | 28 apr.       |
| 6 gen. | 11 - 1 | Salinis - Lamezia          | 7 - 2         | 28 apr.       |
| 6 gen. | 3 - 3  | Napoli - Flaminia          | 3 - 7         | 28 apr.       |
| 6 gen. | 2 - 5  | Cagliari - Ternana         | 3 - 5         | 28 apr.       |

| \| andata \| andata \| 15ª giornata \| ritorno (30ª) \| ritorno (30ª) \| \| \| \| \| \| \| \| 13 gen. \| 3 - 4 \| Real Grisignano - Real Statte \| 1 - 5 \| 1° mag. \| \| 13 gen. \| 1 - 2 \| Bisceglie - Salinis \| 3 - 5 \| 1° mag. \| \| 13 gen. \| 4 - 1 \| Falconara - Napoli \| 6 - 1 \| 1° mag. \| \| 13 gen. \| 1 - 3 \| Flaminia - Olimpus \| 4 - 4 \| 1° mag. \| \| 13 gen. \| 1 - 4 \| Florentia - Kick Off \| 3 - 3 \| 1° mag. \| \| 13 gen. \| 4 - 4 \| Montesilvano - Cagliari \| 2 - 1 \| 1° mag. \| \| 13 gen. \| 7 - 4 \| Lamezia - Lazio \| 1 - 5 \| 1° mag. \| \| 13 gen. \| 5 - 1 \| Ternana - Breganze \| 5 - 1 \| 1° mag. \| |        |                               |               |               |
| andata | andata | 15ª giornata                  | ritorno (30ª) | ritorno (30ª) |
| |        |                               |               |               |
| 13 gen. | 3 - 4  | Real Grisignano - Real Statte | 1 - 5         | 1° mag.       |
| 13 gen. | 1 - 2  | Bisceglie - Salinis           | 3 - 5         | 1° mag.       |
| 13 gen. | 4 - 1  | Falconara - Napoli            | 6 - 1         | 1° mag.       |
| 13 gen. | 1 - 3  | Flaminia - Olimpus            | 4 - 4         | 1° mag.       |
| 13 gen. | 1 - 4  | Florentia - Kick Off          | 3 - 3         | 1° mag.       |
| 13 gen. | 4 - 4  | Montesilvano - Cagliari       | 2 - 1         | 1° mag.       |
| 13 gen. | 7 - 4  | Lamezia - Lazio               | 1 - 5         | 1° mag.       |
| 13 gen. | 5 - 1  | Ternana - Breganze            | 5 - 1         | 1° mag.       |

### Statistiche

#### Capoliste solitarie
|    | —— | —— | —— | —— | —— | —— | ——       | ——       | ——       | ——       | ——       | ——       | ——       | ——       | ——       | ——       | ——       | ——       | ——       | ——       | ——       | ——       | ——       | ——       | ——       | ——       | ——       | ——      | ——      | —— |  |
|    |    |    |    |    |    |    | Kick Off | Kick Off | Kick Off | Kick Off | Kick Off | Kick Off | Kick Off | Kick Off | Kick Off | Kick Off | Kick Off | Kick Off | Kick Off | Kick Off | Kick Off | Kick Off | Kick Off | Kick Off | Kick Off | Kick Off | Kick Off | Salinis | Salinis |    |  |
|    |    |    |    |    |    |    |          |          |          |          |          |          |          |          |          |          |          |          |          |          |          |          |          |          |          |          |          |         |         |    |  |
|    |    |    |    |    |    |    |          |          |          |          |          |          |          |          |          |          |          |          |          |          |          |          |          |          |          |          |          |         |         |    |  |
| 1ª | 2ª | 3ª | 4ª | 5ª | 6ª | 7ª | 8ª       | 9ª       | 10ª      | 11ª      | 12ª      | 13ª      | 14ª      | 15ª      | 16ª      | 17ª      | 18ª      | 19ª      | 20ª      | 21ª      | 22ª      | 23ª      | 24ª      | 25ª      | 26ª      | 27ª      | 28ª      | 29ª     | 30ª     |    |  |

#### Classifica marcatori
| Gol |  |  | Giocatore        | Squadra         |
| --- |  |  | ---------------- | --------------- |
| 49  |  |  | Debora Vanin     | Kick Off        |
| 48  |  |  | Sofia Vieira     | Kick Off        |
| 39  |  |  | Dayane Rocha     | Montesilvano    |
| 34  |  |  | Marta Peñalver   | Florentia       |
| 33  |  |  | Jessika Manieri  | Florentia       |
| 32  |  |  | Sara Iturriaga   | Real Grisignano |
| 32  |  |  | Amparo           | Montesilvano    |
| 32  |  |  | Marta Rodríguez  | Florentia       |
| 31  |  |  | Tampa            | Ternana         |
| 26  |  |  | Machado Gabriela | Cagliari        |

#### Record
- Maggior numero di vittorie: Salinis (24)
- Minor numero di vittorie: Napoli (0)
- Maggior numero di pareggi: 2 squadre (7)
- Minor numero di pareggi: Napoli (1)
- Maggior numero di sconfitte: Napoli (29)
- Minor numero di sconfitte: Montesilvano (2)
- Miglior attacco: Kick Off (168)
- Peggior attacco: Napoli (35)
- Miglior difesa: Salinis (40)
- Peggior difesa: Napoli (190)
- Miglior differenza reti: Salinis (+100)
- Peggior differenza reti: Napoli (-165)
- Miglior serie positiva: Salinis (13)
- Maggior numero di vittorie consecutive: Salinis (13)
- Maggior numero di sconfitte consecutive: Napoli (16)
- Partita con maggiore scarto di gol: Ternana-Flaminia 12-0 (12)
- Partita con più reti: Lazio-Florentia 8-9 (17)

## Play-off

### Regolamento
Gli incontri dei quarti di finale e delle semifinali sono a eliminazione diretta con gare di andata e ritorno. Gli incontri di andata saranno effettuati in casa delle squadre meglio classificate al termine della "stagione regolare". Al termine degli incontri saranno dichiarate vincenti le squadre, che nelle due partite di andata e di ritorno, avranno ottenuto il maggior punteggio. In caso di parità di punti tra le due squadre al termine delle due gare, indipendentemente dalla differenza reti, si disputerà una terza gara di spareggio da giocarsi sempre sul campo della migliore classificata al termine della stagione regolare. In caso di parità al termine della terza gara si giocheranno due tempi supplementari di 5 minuti ciascuno. Qualora anche al termine di questi le squadre fossero in parità sarà considerata vincente la squadra in migliore posizione di classifica al termine della "stagione regolare". La finale si disputerà al meglio delle tre gare secondo l'ordine di seguito evidenziato: 1ª gara in casa della squadra meglio classificata al termine della "stagione regolare"; 2ª gara in casa della squadra peggio classificata al termine della “stagione regolare”; 3ª (eventuale) in casa della squadra meglio classificata al termine della "stagione regolare". Al termine degli incontri saranno dichiarate vincenti le squadre, che avranno ottenuto il maggior punteggio. In caso di parità al termine si giocheranno due tempi supplementari di 5 minuti ciascuno. Qualora anche al termine di questi le squadre fossero in parità si procederà all'effettuazione dei tiri di rigore.

### Tabellone
|  | Quarti di finale | Quarti di finale | Quarti di finale | Quarti di finale | Quarti di finale |  |  | Semifinali | Semifinali   | Semifinali | Semifinali   | Semifinali |   |   | Finale | Finale  | Finale | Finale | Finale |  |
|  |                  |                  |                  |                  |                  |  |  |            |              |            |              |            |   |   |        |         |        |        |        |  |
|  | 1                | Salinis          | 3                | 6                | -                |  |  |            |              |            |              |            |   |   |        |         |        |        |        |  |
|  | 8                | Breganze         | 1                | 1                | -                |  |  | 1          | Salinis      | 5          | 2            | -          |   |   |        |         |        |        |        |  |
|  | 4                | Ternana          | 4                | 5                | -                |  |  | 4          | Ternana      | 2          | 2            | -          |   |   |        |         |        |        |        |  |
|  | 5                | Florentia        | 4                | 4                | -                |  |  |            |              |            |              |            |   |   | 1      | Salinis | 3      | 2      | -      |  |
|  | 3                | Montesilvano     | 4                | 3                | -                |  |  |            |              | 3          | Montesilvano | 1          | 1 | - |        |         |        |        |        |  |
|  | 6                | Real Statte      | 1                | 0                | -                |  |  | 3          | Montesilvano | 1          | 5            | -          |   |   |        |         |        |        |        |  |
|  | 2                | Kick Off         | 5                | 3                | 4                |  |  | 2          | Kick Off     | 1          | 1            | -          |   |   |        |         |        |        |        |  |
|  | 7                | Falconara        | 2                | 4                | 0                |  |  |            |              |            |              |            |   |   |        |         |        |        |        |  |

### Risultati

#### Quarti di finale

##### Gara 1
| Arbitri: | Massimo Tiberio (Teramo) Marco Di Filippo (Teramo) |
| Crono:   | Antonio Schirone (Barletta)                        |

|                                              |           |                   |
| Siclari 13'50'’ Rozo 26'57'’ Dal'maz 32'54'’ | Marcatori | 9'00'’ Pinto Dias |

| Arbitri: | Alessandro Pompeo Ghiretti (Ciampino) Davide Fardelli (Cassino) |
| Crono:   | Gianluca Rutolo (Chieti)                                        |

|                                                    |           |             |
| Borges 18'52'’, 19'39'’, 32'41'’ D'Incecco 26'44'’ | Marcatori | 35'50'’ Ion |

| Arbitri: | Fabiano Maragno (Bologna) Adriano Sodano (Bologna) |
| Crono:   | Marco Criscione (Bergamo)                          |

|                                                                            |           |                                       |
| Vanin 5'47'’, 9'16'’ Guti 27'33'’ Tunde Nagy 27'47'’ (aut.) Vieira 39'06'’ | Marcatori | 8'18'’ De Angelis 37'10'’ Dalla Villa |

| Arbitri: | Giampiero Turano (Roma 2) Ivo Colangeli (Aprilia) |
| Crono:   | Alessandro Coppo Fongoli (Terni)                  |

|                                                          |           |                                                 |
| Luciléia 12'47'’, 39'00'’ De Souza 35'15'’ Tampa 37'52'’ | Marcatori | 2'03’, 26'49'’ Marta 19'04'’, 37'22'’ Renatinha |

##### Gara 2
| Arbitri: | Maurizio Luigi Schito (Milano) Francesco Aufieri (Milano) |
| Crono:   | Daniel Fior (Castelfranco Veneto)                         |

|              |           |                                                                                             |
| Rebe 37'41'’ | Marcatori | 3'22'’, 18'50'’ Rozo 5'38'’ Siclari 22'17'’ (aut.) Bisognin 35'23'’ Dal'maz 36'49'’ Coppari |

| Arbitri: | Gaetano Fabio Grande (Rossano) Arrigo D'Alessandro (Policoro) |
| Crono:   | Antonio Valentini (Bari)                                      |

|  |           |                                      |
|  | Marcatori | 0'39’, 3'07'’ Dayane 38'32'’ Sestari |

| Arbitri: | Cristoforo Corsini (Taranto) Davide Plutino (Foggia) |
| Crono:   | Gianfrancesco Sorci (Pesaro)                         |

|                                                                 |           |                                     |
| Luciani 13'10'’ De Angelis 22'10'’ Nanà 27'40'’ Ciferni 29'50'’ | Marcatori | 13'30'’, 31'33'’ Vanin 39'46'’ Guti |

| Arbitri: | Angelo Ricci (Viterbo) Giuseppe Lamorgese (Roma 2) |
| Crono:   | Alessandro Coppo Fongoli (Terni)                   |

|                                                        |           |                                                                |
| Marta 1'09'’, 22'07'’ Jessika Manieri 19'54'’, 39'31'’ | Marcatori | 4'48'’ Bettioli 4'58'’, 14'55'’ Tampa 28'44'’, 37'39'’ Vanessa |

##### Gara 3
| Arbitri: | Alberto Volpato (Castelfranco Veneto) Andrea Dalla Costa (Schio) |
| Crono:   | Denis Prekaj (Treviglio)                                         |

|                                               |           |  |
| Nona 22'44'’, 38'44'’ Vieira 35'34'’, 36'49'’ | Marcatori |  |

#### Semifinali

##### Gara 1
| Arbitri: | Paolo Adriani Serano (Bologna) Davide Zingariello (Prato) Silvia Volonterio (Como) |
| Crono:   | Gregorio Sommese (Lecco)                                                           |

|               |           |                  |
| Vieira 1'28'’ | Marcatori | 5'50'’ D'Incecco |

| Arbitri: | Fabio Maria Malandra (Avezzano) Chiara Amicucci (Avezzano) |
| Crono:   | Domenico De Candia (Molfetta)                              |

|                                                                 |           |                                   |
| Taty 1'27'’ Maite 18'17'’, 37'05'’ Rozo 18'56'’ Dal'maz 36'05'’ | Marcatori | 19'52'’ De Souza 22'30'’ Bettioli |

##### Gara 2
| Arbitri: | Fabio Parretti (Prato) Mattia Landi (Prato) Luca Rosciarelli (Orvieto) |
| Crono:   | Andrea Cini (Perugia)                                                  |

|                          |           |                              |
| Vanessa 15'55'’, 19'31'’ | Marcatori | 21'36'’ Rozo 23'27'’ Dal'maz |

| Arbitri: | Giovanni Tessa (Barletta) Marco Villanova (Bari) |
| Crono:   | Marco Terzini (Pescara)                          |

|                                                                       |           |               |
| Amparo 2'27'’, 34'11'’ Gayardo 12'52'’, 34'11'’ Martìn Cortes 18'36'’ | Marcatori | 15'29'’ Vanin |

#### Finale

##### Gara 1
| Arbitri: | Alessandra Carradori (Roma 1) Andrea Campi (Ciampino) Saverio Carone (Bari) |
| Crono:   | Amedeo Lacalamita (Bari)                                                    |

|                                            |           |                |
| Siclari 19'10'’ Taty 38'33'’ Maite 39'35'’ | Marcatori | 26'50'’ Borges |

##### Gara 2
| Arbitri: | Giulia Fedrigo (Pordenone) Francesco Scarpelli (Padova) Stefania Candria (Teramo) |
| Crono:   | Domenico Donato Marchetti (Lanciano)                                              |

|                       |           |                             |
| Martìn Cortes 39'28'’ | Marcatori | 37'00'’ Rozo 37'53'’ Presto |

### Classifica marcatori play-off[6]
| Gol |  |  | Giocatore       | Squadra      |
| --- |  |  | --------------- | ------------ |
| 6   |  |  | Nathalia Rozo   | Salinis      |
| 5   |  |  | Debora Vanin    | Kick Off     |
| 4   |  |  | Sofia Vieira    | Kick Off     |
| 4   |  |  | Vanessa Pereira | Ternana      |
| 4   |  |  | Marta Peñalver  | Florentia    |
| 4   |  |  | Bruna Borges    | Montesilvano |
| 4   |  |  | Rafaela Dal'maz | Salinis      |

## Play-out

### Formula
Le squadre che hanno concluso il campionato all'undicesima e alla dodicesima posizione si affronteranno in un doppio spareggio (andata e ritorno, la prima partita verrà giocata in casa dell'ultima classificata) per determinare l'unica squadra a retrocedere in Serie A2. Al termine degli incontri sarà dichiarata vincente la squadra che nelle due partite (di andata e di ritorno) avrà ottenuto il maggior punteggio ovvero a parità di punteggio la squadra che avrà realizzato il maggior numero di reti. Nel caso di parità gli arbitri della gara di ritorno faranno disputare due tempi supplementari di 5 minuti ciascuno. Qualora anche al termine di questi le squadre fossero in parità sarà considerata vincente la squadra in migliore posizione di classifica al termine della stagione regolare. La perdente dell'incontro affronterà uno spareggio permanenza/promozione contro la vincente dei play-off di Serie A2, che mantiene lo stesso regolamento del turno precedente.

### Risultati

#### Andata
| Grisignano di Zocco 14 maggio 2019, ore 21:00 CEST | Real Grisignano                                     | 4 – 8 (3-3) referto | Bisceglie | Palasport "Tassinato-Zampieri"\| Arbitri: \| Andrea Saggese (Rovereto) Giuseppe Anzisi (Mantova) \| \| Crono: \| Daniel Borgo (Schio) \| |
| Arbitri:                                           | Andrea Saggese (Rovereto) Giuseppe Anzisi (Mantova) |                     |           | |
| Crono:                                             | Daniel Borgo (Schio)                                |                     |           | |

#### Ritorno
| Bisceglie 19 maggio 2019, ore 12:00 CEST | Bisceglie                                                                | 5 – 0 (1-0) referto | Real Grisignano | PalaDolmen\| Arbitri: \| Giuseppe Aumenta (Sala Consilina) Giglio Pietro Granata (Sala Consilina) \| \| Crono: \| Antonio Schirone (Barletta) \| |
| Arbitri:                                 | Giuseppe Aumenta (Sala Consilina) Giglio Pietro Granata (Sala Consilina) |                     |                 | |
| Crono:                                   | Antonio Schirone (Barletta)                                              |                     |                 | |

## Spareggio permanenza/promozione

### Formula
Lo spareggio permanenza/promozione verrà disputato con partite di andata e ritorno tra la società perdente i playout di Serie A e quella vincente i playoff di Serie A2, con la società perdente i playout di Serie A che giocherà il ritorno in casa.
Al termine degli incontri sarà dichiarata vincente la squadra che nelle due partite (di andata e di
ritorno) avrà ottenuto il maggior punteggio ovvero a parità di punteggio la squadra che avrà
realizzato il maggior numero di reti.
Nel caso di parità gli arbitri della gara di ritorno faranno disputare due tempi supplementari di 5
minuti ciascuno.
Qualora anche al termine di questi le squadre fossero in parità sarà considerata vincente la
squadra perdente il playout di Serie A.

### Risultati

#### Andata
| Molfetta 26 maggio 2019, ore 16:00 CEST | Molfetta | 1 – 2 referto | Real Grisignano | PalaPoli |

#### Ritorno
| Grisignano di Zocco 2 giugno 2019, ore 16:00 CEST | Real Grisignano | 3 – 0 referto | Molfetta | Palasport "Tassinato-Zampieri" |

## Supercoppa italiana
La 14ª edizione della Supercoppa si è disputata il 30 settembre 2018 tra Ternana, vincitrice del campionato, e Montesilvano, vincitrice della coppa.
| Arbitri: | Sue Ellen Salvatore (Gallarate) Alessandra Carradori (Roma 1) Claudia Lozzi (Roma 2) |
| Crono:   | Natalia Bernardino (Terni)                                                           |

| |            | |
| Vanessa 4'55'’, 16'07'’ (t.l.) Angela Roda 7'23'’                                                       | Marcatori  | 15'00'’, 28'42'’, 20'30'’ Dayane 23'00'’ Amparo 27'17'’ D'Incecco 28'25'’ Martin Cortés                      |
| Dal Pizzol Angela Roda Vanessa Neka Ortega Torelli De Massis Donati Mercuri Trumino Angeletti Lorenzoni | Formazioni | Ghanfili D'Incecco Amparo Martìn Cortes Dayane Aline Bruna Borges Silvetti Zulli Guidotti Papponetti Sestari |
| Shindler                                                                                                | Allenatori | Marzuoli |